# Bakonyszücs, Veszprém
Bakonyszücs  este un sat în districtul Pápa, județul Veszprém, Ungaria, având o populație de 335 de locuitori (2011). 

## Demografie
Componența etnică a satului Bakonyszücs
     Maghiari (89,39%)
     Germani (10,61%)
Componența confesională a satului Bakonyszücs
     Romano-catolici (71,64%)
     Fără religie (5,97%)
     Reformați (2,99%)
     Greco-catolici (1,49%)
     Necunoscută (17,01%)
     Luterani (0,9%)
Conform recensământului din 2011, satul Bakonyszücs avea 335 de locuitori. Din punct de vedere etnic, majoritatea locuitorilor (89,39%) erau maghiari, cu o minoritate de germani (10,61%).  Din punct de vedere confesional, majoritatea locuitorilor (71,64%) erau romano-catolici, existând și minorități de persoane fără religie (5,97%), reformați (2,99%) și greco-catolici (1,49%). Pentru 17,01% din locuitori nu este cunoscută apartenența confesională.